# Vysoká škola výtvarných umění v Bratislavě
 Vysoká škola výtvarných umění v Bratislavě (slovensky Vysoká škola výtvarných umení v Bratislave) je slovenská veřejná vysoká škola se sídlem v Bratislavě, založená v roce 1949 zákonem č. 89/1949 Sb.n. Slovenské národní rady.
Byla první vysokou školou na Slovensku, zaměřenou na komplexní studium výtvarného umění. Vznikla na počátku období, jež bylo poznamenáno totalitním režimem bývalé Československé socialistické republiky a proto 40 let (1949-1989) zápasila s tlaky různých kulturně-politických dogmat, prosazujících socialistickorealistickou doktrínu v umění, ale i s kádrovým režimem, politickými čistkami v řadách pedagógů i studentů. Přesto díky uměleckému zázemí jednotlivých pedagógů a jejich lidskému přístupu ke studentů při výuce se škole dařilo vzdorovat, ba legendárními se stala oddělení, která se do povědomí široké veřejnosti dostala jako „školy“ jednotlivých pedagogů, ke kterým se hlásí celé generace absolventů: Matejkova škola (například Eduard Ovčáček), Kostkova škola, Hložníkova škola, Brunovského škola, studenti Václava Ciglera apod.
Po Sametové revoluci a pádu totalitního režimu v roce 1989 nastalo i na VŠVU období radikálních přeměn. VŠVU se stala jednou z mála vysokých škol na Slovensku, kde došlo k výměně celého pedagogického sboru prostřednictvím svobodných výběrových řízení.

## Funkcionáři školy
- 13. ledna 2000 – ledna 2007 Prof. Ján Hoffstädter, akad. sochař (dvě funkční období)
- 1. února 2007 - prof. Karol Weisslechner, akad. arch.

## Počty studentů
| Akademický rok     | 2006/2007 |
| ------------------ | --------- |
| Denní posluchači   | 616       |
| Externí posluchačí | 0         |
| Denní doktorandi   | 42        |
| Externí doktorandi | 37        |
| C e l k e m        | 696       |